# 미즈사키 야스시
미즈사키 야스시(일본어: 水崎 靖, 1971년 6월 13일 ~ )는 일본의 전 축구 선수이다.

## 구단 경력
1994년 재팬 풋볼 리그의 세레소 오사카에 입단했다. 1994년 재팬 풋볼 리그 우승으로 J1리그로 승격했다. 1996년후 현역 은퇴.